# Mistrzostwa Świata w Lekkoatletyce 2023 – sztafeta mieszana 4 × 400 m
Sztafeta mieszana 4 × 400 metrów – jedna z konkurencji biegowych rozgrywanych lekkoatletycznych mistrzostw świata na Nemzeti Atlétikai Központ w Budapeszcie.
Tytułu mistrzowskiego z 2022 nie obroniła reprezentacja Dominikany.

## Terminarz
Źródło: worldathletics.org.
| Data        | Godzina |            |
| ----------- | ------- | ---------- |
| 19 sierpnia | 12:05   | Eliminacje |
| 19 sierpnia | 21:49   | Finał      |

## Rekordy
Tabela prezentuje rekord świata, rekord mistrzostw świata, rekordy kontynentów oraz najlepszy wynik na listach światowych w sezonie 2023 przed rozpoczęciem mistrzostw.
|                            | Państwo                                                                                             | Wynik   | Miejsce    | Data                  |
| -------------------------- | --------------------------------------------------------------------------------------------------- | ------- | ---------- | --------------------- |
| Rekord świata              | Stany Zjednoczone · (Wil London, Allyson Felix, Courtney Okolo, Michael Cherry)                     | 3:09,34 | Doha       | 29 września 2019(dts) |
| Rekord mistrzostw świata   | Stany Zjednoczone · (Wil London, Allyson Felix, Courtney Okolo, Michael Cherry)                     | 3:09,34 | Doha       | 29 września 2019(dts) |
| Rekord Afryki              | Nigeria · (Ifeanyi Emmanuel Ojeli, Imaobong Nse Uko, Samson Oghenewegba Nathaniel, Patience George) | 3:13,60 | Tokio      | 30 lipca 2021(dts)    |
| Rekord Ameryki Południowej | Kolumbia · (Jhon Perlaza, Lina Licona, Anthony Jose Zambrano, Evelis Aguilar)                       | 3:14,79 | São Paulo  | 28 lipca 2023(dts)    |
| Rekord Ameryki Północnej   | Stany Zjednoczone · (Wil London, Allyson Felix, Courtney Okolo, Michael Cherry)                     | 3:09,34 | Doha       | 29 września 2019(dts) |
| Rekord Australii i Oceanii | Australia · (Bendere Oboya, Anneliese Rubie-Renshaw, Tyler Gunn, Alexander Beck)                    | 3:17,00 | Gold Coast | 12 czerwca 2021(dts)  |
| Rekord Azji                | Bahrajn · (Musa Isah, Aminat Jamal, Salwa Eid Naser, Abbas Abu Bakr)                                | 3:11,82 | Doha       | 29 września 2019(dts) |
| Rekord Europy              | Polska · (Karol Zalewski, Natalia Kaczmarek, Justyna Święty-Ersetic, Kajetan Duszyński)             | 3:09,87 | Tokio      | 31 lipca 2021(dts)    |
| Listy światowe             | Czechy · (Matěj Krsek, Tereza Petržilková, Vít Müller, Lada Vondrová)                               | 3:12,34 | Chorzów    | 25 czerwca 2023(dts)  |

## Wyniki

### Eliminacje
Awans: 3 najlepsze sztafety z każdego biegu (Q) oraz 2 z najlepszymi czasami wśród przegranych (q).
Źródło: worldathletics.org.
| Pozycja | Bieg | Tor | Państwo           | Zawodnicy                                                                                   | Czas           | Uwagi |
| ------- | ---- | --- | ----------------- | ------------------------------------------------------------------------------------------- | -------------- | ----- |
| 1.      | 1    | 9   | Stany Zjednoczone | Ryan Willie, Rosey Effiong, Justin Robinson, Alexis Holmes                                  | 3:10,41        | Q,    |
| 2.      | 1    | 6   | Wielka Brytania   | Joseph Brier, Laviai Nielsen, Rio Mitcham, Yemi Mary John                                   | 3:11,19        | Q,    |
| 3.      | 1    | 3   | Belgia            | Robin Vanderbemden, Imke Vervaet, Florent Mabille, Camille Laus                             | 3:11,81        | Q,    |
| 4.      | 2    | 4   | Holandia          | Isaya Klein Ikkink, Lieke Klaver, Terrence Agard, Femke Bol                                 | 3:12,12        | Q,    |
| 5.      | 2    | 6   | Francja           | Gilles Biron, Louise Maraval, Téo Andant, Amandine Brossier                                 | 3:12,25        | Q,    |
| 6.      | 2    | 7   | Czechy            | Matěj Krsek, Tereza Petržilková, Patrik Šorm, Lada Vondrová                                 | 3:12,52        | Q     |
| 7.      | 2    | 8   | Niemcy            | Manuel Sanders, Alica Schmidt, Jean Paul Bredau, Skadi Schier                               | 3:13,25        | q,    |
| 8.      | 1    | 2   | Irlandia          | Jack Raftery, Sophie Becker, Christopher O’Donnell, Sharlene Mawdsley                       | 3:13,90        | q,    |
| 9.      | 2    | 2   | Jamajka           | Demish Gaye, Natoya Goule-Toppin, Malik James-King, Stacey-Ann Williams                     | 3:14,05        | SB    |
| 10.     | 1    | 8   | Węgry             | Attila Molnár, Bianka Kéri, Zoltán Wahl, Janka Molnár                                       | 3:14,08        | NR    |
| 11.     | 2    | 5   | Szwajcaria        | Lionel Spitz, Giula Senn, Ricky Petrucciani, Julia Niederberger                             | 3:14,38 (,371) |       |
| 12.     | 2    | 9   | Nigeria           | Dubem Nwachukwu, Patience George, Ezekiel Nathaniel, Imaobong Nse Uko                       | 3:14,38 (,378) | SB    |
| 13.     | 1    | 5   | Włochy            | Lorenzo Benati, Ayomide Folorunso, Riccardo Meli, Alice Mangione                            | 3:14,56        |       |
| 14.     | 2    | 3   | Polska            | Karol Zalewski, Marika Popowicz-Drapała, Kajetan Duszyński, Patrycja Wyciszkiewicz-Zawadzka | 3:14,63        | qR    |
| 15.     | 1    | 4   | Kenia             | Zablon Ekwam, Millicent Ndoro, Wyclife Kinyamal, Mercy Oketch                               | 3:15,47        |       |
| 16.     | 1    | 1   | Portugalia        | Omar Elkhatib, Cátia Azevedo, Ricardo dos Santos, Fatoumata Binta Diallo                    | 3:15,75        |       |
| 17 !    | 1    | 7   | Dominikana        |                                                                                             | DNS            |       |

### Finał
Źródło: worldathletics.org.
| Pozycja | Tor | Państwo           | Zawodnicy                                                                                  | Czas    | Uwagi |
| ------- | --- | ----------------- | ------------------------------------------------------------------------------------------ | ------- | ----- |
| 01 !    | 6   | Stany Zjednoczone | Justin Robinson, Rosey Effiong, Matthew Boling, Alexis Holmes                              | 3:08,80 | WR    |
| 02 !    | 8   | Wielka Brytania   | Lewis Davey, Laviai Nielsen, Rio Mitcham, Yemi Mary John                                   | 3:11,06 | NR    |
| 03 !    | 4   | Czechy            | Matěj Krsek, Tereza Petržilková, Patrik Šorm, Lada Vondrová                                | 3:11,98 | NR    |
| 4.      | 5   | Francja           | Gilles Biron, Louise Maraval, Téo Andant, Amandine Brossier                                | 3:12,99 |       |
| 5.      | 9   | Belgia            | Robin Vanderbemden, Imke Vervaet, Jonathan Borlée, Camille Laus                            | 3:13,83 |       |
| 6.      | 3   | Irlandia          | Jack Raftery, Sophie Becker, Christopher O’Donnell, Sharlene Mawdsley                      | 3:14,13 |       |
| 7.      | 2   | Niemcy            | Manuel Sanders, Alica Schmidt, Jean Paul Bredau, Elisa Lechleitner                         | 3:14,27 |       |
| 8.      | 1   | Polska            | Igor Bogaczyński, Patrycja Wyciszkiewicz-Zawadzka, Karol Zalewski, Marika Popowicz-Drapała | 3:15,49 |       |
| 09 !    | 7   | Holandia          | Liemarvin Bonevacia, Lieke Klaver, Isaya Klein Ikkink, Femke Bol                           | DNF     |       |